# La casa nel vento dei morti
La casa nel vento dei morti è un film del 2012 diretto da Francesco Campanini e interpretato da Luca Magri, Francesco Barilli, Marco Iannitello, Nina Torresi e Sara Alzetta.. 
Prodotto dallo stesso regista con un budget molto modesto, e scritto dal protagonista Luca Magri insieme a Chiara Agostini, il film, ambientato nell’immediato dopoguerra, è un horror citazionista e bucolico che in poco tempo si è conquistato la fama di Midnight Movie grazie ad una consistente programmazione “notturna”. Francesco Barilli, conosciuto come regista del cult Il profumo della signora in nero (1974), oltre ad essere uno degli interpreti principali è anche accreditato come Special Guest Director perché ha girato personalmente il segmento del film in bianco e nero che cita l’industria cinematografica dell’epoca. La casa nel vento dei morti, è stato distribuito nelle sale cinematografiche Italiane il 27 aprile 2012.

## Trama
1947. Quattro disperati, tra cui l’ex attore repubblichino Attilio Montefiori, fanno una rapina in un ufficio postale e scappano con la refurtiva. Durante la fuga, uno di loro muore, mentre Attilio e gli altri sono costretti ad attraversare a piedi pianure, fiumi, boschi e montagne. Nonostante le difficoltà, il loro piano di fuga procede come previsto, ma quando tutto sembra andare per il meglio la loro avventura si trasforma in un incubo senza fine.

## Produzione
Francesco Campanini è riuscito a realizzare il film grazie al successo di nicchia che qualche anno prima aveva avuto il suo esordio (Il solitario).
Il protagonista e sceneggiatore Luca Magri, nello scrivere il film si è ispirato a Ossessione di Luchino Visconti, e agli horror Non aprite quella porta di Tobe Hooper, e la La casa di Sam Raimi.
L'attore-regista Francesco Barilli, oltre a interpretare il personaggio di Ugo, ha diretto la sequenza del film prodotto dal regime negli studi della Giudecca, venendo accreditato nei titoli come special guest director. Una decina di anni dopo, Barilli dirigerà ancora Luca Magri ne Il paese del melodramma.
La casa nel vento dei morti, è stato girato in tre settimane, tra giugno e luglio 2011. Le riprese, si sono svolte in provincia di Parma nella zona degli Appennini (nei comuni di Calestano, Berceto e Medesano), e in quella della bassa (Colorno, Sorbolo, Polesine Zibello). Il flashback dei ricordi sentimentali di Attilio con Anita, è stato girato successivamente a Roma in un solo giorno, e con una piccola troupe di seconda unità, nel settembre 2011.
Il film è stato realizzato con un budget di produzione inferiore agli 80.000 Euro. 
Francesco Campanini appare brevemente nel ruolo di un cacciatore. In origine, era stato scritturato un vero attore per la parte, che impossibilitato all’ultimo di partecipare alla giornata di riprese, è stato sostituito dallo stesso regista.
Il film nel film diretto da Francesco Barilli, è stato girato nei giardini della reggia di Colorno.
La costumista Evelina Barilli, sorella del co-protagonista e co-regista Francesco Barilli, ha fatto indossare a Luca Magri come abito di scena per tutto il film, un completo gessato identico a quello di Alain Delon in L'evaso.

## Distribuzione
La casa nel vento dei morti si è visto in anteprima al cinema The Space - Parma Campus, il 26 aprile 2012. Il giorno dopo, è stato distribuito in esclusiva per un mese di programmazione dal circuito The Space Cinema in una ventina di sale, e successivamente è stato programmato anche in altri cinema. Nel weekend di apertura, con un incasso di 20.000 Euro, la pellicola si è posizionata al nono posto nella classifica del box office Italiano, e alla fine della sua corsa nelle sale, ha incassato oltre la metà del budget di produzione nonostante il divieto ai minori di 14 anni e la scarsa pubblicità. Il film, che per essere una produzione indipendente ha goduto di molta visibilità, anche grazie all’home video e alle piattaforme streaming, ha conquistato la fama di Midnight Movie per la consistente programmazione notturna già nel 2012, quando alcuni cinema come i The Space di Torino e di Parma lo proiettavano a mezzanotte nei weekend, ma soprattutto per essere stato l'horror di produzione Italiana ad avere avuto più passaggi televisivi in fascia notturna sui canali della Rai tra il 2014 e il 2018. Sul mercato estero, dopo avere debuttato in alcuni festival cinematografici come il WorldFest-Houston International Film Festival, è stato distribuito in streaming su Amazon Prime Video in USA nel 2014, in Inghilterra nel 2017, e in Germania nel 2020.

## Premi
Nel 2013 vince il Golden Remi award al Worldfest-Houston
- Selezione ufficiale al "B-movies, Underground & Trash Film Festival" di Breda (NL) 2012
- Selezione ufficiale al "ToHORROR Film Fest" di Torino (IT) 2012
- Selezione ufficiale al "Horror Project Film Festival" di Roma (IT) 2012

## Edizioni home video

### DVD
Il film è stato pubblicato in DVD il 19 aprile 2013 dalla Dynit/Terminal Video.